# Collected (album av Golden Earring)
Collected är samlingsalbum av Golden Earring från 2009 bestående av tre CD.

## Låtlista

### Första skivan
1. Just Like Vince Taylor 	-	6:25
2. Movin Down Life 	-	3:32
3. Weekend Love 	-	4:14
4. I Do Rock 'N Roll 	-	3:43
5. Long Blond Animal 	-	3:36
6. No for an Answer 	-	4:13
7. Slow Down 	-	4:44
8. Twilight Zone 	-	7:55
9. The Devil Made Me Do It 	-	3:22
10. When the Lady Smiles 	-	5:36
11. Clear Night Moonlight 	-	3:25
12. Something Heavy Going on 	-	4:38
13. Quiet Eyes 	-	4:02
14. Why Do I 	-	4:43
15. They Dance 	-	5:07
16. My Killer My Shadow 	-	4:06
17. Turn the World Around 	-	5:32

### Andra skivan
1. Sound of the Screaming Day 	-	2:51
2. Together We Live Together WeLove 	-	3:12
3. I've Just Lost Somebody 	-	3:04
4. Dong-Dong-Di-Ki-Di-Gi-Dong 	-	3:02
5. Just a Little Bit of Peace in My Heart 	-	5:19
6. Where Will I Be 	-	3:52
7. Another 45 Miles 	-	4:45
8. Back Home 	-	3:52
9. Holy Holy Life 	-	3:54
10. She Flies on Strange Wings (Long Version) 	-	7:22
11. Buddy Joe -		3:49
12. Stand by Me 	-	4:30
13. Radar Lovesingle 	-	6:24
14. Instant Poetry 	-	4:57
15. Kill Me Cesoir 	-	6:17
16. Sleepwalkin' 	-	5:00
17. Bombay 	-	3:52

### Tredje skivan
1. Distant Love 	-	5:11
2. Going to the Run 	-	3:57
3. Temporary Madness 	-	3:32
4. Pouring My Heart Out Again 	-	4:00
5. I Can't Sleep Without You 	-	3:30
6. As Long as the Wind Blows 	-	4:31
7. Hold Me Now 	-	3:42
8. Johnny Make Believe 	-	4:44
9. This Wheel's on Fire 	-	4:00
10. Burning Stuntman (Live 1999) 	-	6:16
11. Paradise in Distress (Live 1999) 	-	5:43
12. Whisper in a Crowd 	-	3:49
13. Miles Away from Nowhere 	-	3:25
14. Yes, We're on Fire 	-	4:55
15. Albino Moon 	-	3:55
16. A Sound I Never Heard 	-	4:46
17. Colourblind 	-	4:10
18. Angel (Live Recorded at the Panama, Amsterdam Holland) 	-	3:41